# Schwarzgefleckter Bär
Der Schwarzgefleckte Bär oder Fleckenbär (Chelis maculosa) ist ein Nachtfalter aus der Unterfamilie der Bärenspinner (Arctiinae).

## Merkmale
Die Falter erreichen eine Flügelspannweite von 32 bis 34 Millimetern. Ihre Vorderflügel sind hellbraun und haben dreieckige oder viereckige, aber auch rundliche schwarze Flecken. Die Flügel der Weibchen sind etwas dunkler gefärbt. Die Punkte sind meist in drei Reihen angeordnet. Die Hinterflügel sind dunkelrosa und haben, vor allem auf dem Rand, größere schwarze, etwas ins graue gehende Flecken. Der ebenfalls hellbraune Pelz um den Kopf weist drei schwarze Längsstreifen auf, wobei der Mittlere deutlich breiter ist.
Die Raupen werden ca. 25 Millimeter lang. Sie sind grau bzw. graubraun gefärbt und haben einen rostbraunen Längsstreifen auf dem Rücken und an den Seiten in der gleichen Farbe kleine Flecken. Ihre Haare sind grau, mittellang und büschelweise angeordnet.

### Ähnliche Arten
- Schweizer-Alpenbär (Chelis simplonica)
- Südlicher Bär (Cymbalophora pudica)

## Lebensraum
Sie leben in sehr warmen, nur leicht bewachsenem, steppenartigem Gelände und auf Sandboden. Sie kommen überwiegend in Südosteuropa bis Ungarn und in den Südalpen häufig vor. In Deutschland sind sie vielerorts verschwunden und kommen nur mehr im Kyffhäuser-Gebiet und in Brandenburg vor. Es gibt sie auch sehr selten im Wallis, in der Schweiz. Sie fliegen je nach bewohnter Höhenlage zwischen Juni und August.

## Lebensweise
Die Tiere sind nachtaktiv. Sie bilden eine Generation pro Jahr, in den warmen, südlichen Gebieten auch zwei. In hohen Lagen der Alpen benötigen sie zwei Jahre zur Entwicklung. Die Männchen lassen sich leicht mit künstlichem Licht locken. Die Weibchen sind sehr träge und leben überwiegend in der niedrigen Vegetation, nahe ihrem Schlupfort.
Die Weibchen lassen ihre ca. 100 Eier von ihrem Ruheplatz aus fallen. Diese bilden am Boden ein Häufchen. Die Raupen halten sich tagsüber in der dichten, bodennahen Vegetation auf und klettern nachts auf ihre Futterpflanzen. Sie überwintern, bevor sie sich in einem lockeren Gespinst am Boden verpuppen. Dabei bleibt die Raupenhaut am hinteren Ende der sehr beweglichen, weißlichen Puppe hängen.
Die Larven fressen vor allem Echtes Labkraut (Galium verum) aber auch andere Labkräuter.